# Fulvio Androzio
Fulvio Androzio (Montecchio, 1523 – Ferrara, 27 agosto 1575) è stato uno scrittore e gesuita italiano.
Gesuita dal 1555 e rettore dei collegi di Firenze (1577-1561) e Fermo (1562-1577), fu autore del libro Della meditatione della vita e della morte del nostro Salvatore Giesù Christo; Delle frequenza della communione; Dello stato lodevole delle vedove (1579).